# Tiphaine Haas
Pour les articles homonymes, voir Haas.
Tiphaine Haas, née le 12 octobre 1992 à Paris, est une actrice française.

## Biographie
Tiphaine Haas suit les cours des Ateliers Albers à Paris. Elle est diplômée d'une licence en réalisation, et intègre comme étudiante l'École supérieure d'art dramatique de Genève (ESAD).
La comédienne est principalement connue pour son rôle de Soline Lepic dans la série télévisée Fais pas ci, fais pas ça.

### Vie privée
Tiphaine Haas s'est mariée durant l'été 2022.

## Filmographie
Sauf indication contraire, les informations mentionnées dans cette section peuvent être confirmées par les bases de données cinématographiques  présentes dans la section « Liens externes ».

### Cinéma

#### Courts métrages
- 2009 : Autour de Claire de Fabrice Aragno : Claire[4]
- 2012 : Les Grossesses de Charlemagne de Matthieu Rumani et Nicolas Slomka : Joanna
- 2017 : Le Grand Jeté de Justine Dussaux  : La Jeune Fille
- 2019 : Un monde sans crise de Ted Hardy-Carnac : Emilie Tovel

#### Long métrage
- 2014 : La Liste de mes envies de Didier Le Pêcheur : Nadine Guerbette

### Télévision
- 2007 - 2017 : Fais pas ci, fais pas ça, série créée par Anne Giafferi et Thierry Bizot : Soline Lepic
- 2012 : L'Homme de ses rêves (téléfilm) de Christophe Douchand : Léa
- 2014 : La Loi de Barbara (téléfilm en 3 parties), partie Le Coupable idéal de Didier Le Pêcheur : Amandine Ryan
- 2016 : Candice Renoir, épisode Notre pire ennemi est dans notre cœur de Stéphane Malhuret : Naomi Abittan
- 2020 : Fais pas ci, fais pas ça : Y aura-t-il Noël à Noël ? (téléfilm -  épisode spécial) de Michel Leclerc : Soline Lepic
- 2024 : Fais pas ci, fais pas ça : On va marcher sur la Lune (téléfilm -  épisode spécial) d'Alexandre Castagnetti : Soline Lepic

### Internet
- 2015 - 2017 : Jeune Diplômée (websérie) de Shannon Renaudeau : Alice Vincenti
- 2015 : Wei or Die (fiction interactive) de Simon Bouisson : Mona

## Théâtre
Source : agencesartistiques.com
- 2016 : Toc toc de Laurent Baffie, mise en scène de Laurent Baffie, Le Palace : Lili
- 2016 : On refait le boulevard, mise en scène de Pierre Palmade, Théâtre de la Porte Saint-Martin

## Distinctions
Sauf indication contraire, les informations mentionnées dans cette section peuvent être confirmées par la base de données cinématographiques IMDb,  présente dans la section « Liens externes ».
- Los Angeles Web Series Festival 2016 : nomination comme meilleure actrice dans un premier rôle pour Jeune Diplômée[réf. nécessaire]
- Raindance Film Festival de Londres 2016 : meilleure actrice dans un premier rôle pour Jeune Diplômée[réf. nécessaire]
- Festival du film de Cabourg 2021 : meilleure actrice dans un court-métrage pour Un monde sans crise[réf. nécessaire]
- Festival international du film fantastique de Menton 2021 : prix du jury de la meilleure actrice dans un court-métrage pour Un monde sans crise
- Red Rock Film Festival (en) 2022 : meilleure performance dans un court métrage de fiction pour Un monde sans crise